# Línea SE865 (EMT Madrid)
El Servicio Especial (S.E.) codificado como SE865 de la EMT de Madrid unía las estaciones de García Noblejas y el Estadio Metropolitano, con motivo de las obras que se realizaron en la línea 7 de Metro, del 28 de noviembre al 1 de diciembre de 2024.
Existió descontento general más allá de lo habitual en los cortes de Metro, puesto que los días 28 y 29 de noviembre existía una huelga de autobuses y aun así se decidió realizar el corte del servicio de Metro y establecer un servicio especial durante dichos días, en lugar de aplazar el corte y causar las molestias a los asistentes a eventos en el Estadio Metropolitano.

## Características
Esta línea prestaba servicio del 28 de noviembre al 1 de diciembre de 2024, cubriendo parte del recorrido de la línea 7 de Metro, cortada por las obras de renovación del sistema de señalización ferroviaria en dicho tramo.
Enlazaba en la estación de Estadio Metropolitano con la línea SE7 de autobuses interurbanos que se vio prolongada desde su actual cabecera en la estación de Barrio del Puerto para cubrir el tramo afectado por las obras.
Tenía una dotación de hasta diez autobuses en las horas de mayor afluencia de viajeros en días laborables y hasta seis vehículos para los fines de semana y días festivos.
Era gratuita para los usuarios, al tratarse de un servicio consensuado entre ambos operadores de transporte.

### Frecuencias
| Lunes a viernes laborables              |              |
| De inicio a 23:00                       | 4-8 minutos  |
| De 23:00 a fin                          | 6-15 minutos |
| Sábados laborables, domingos y festivos |              |
| De inicio a 00:00                       | 6-10 minutos |
| De 00:00 a fin                          | 8-15 minutos |

## Recorrido y paradas

### Sentido Estadio Metropolitano
| Estación sustituida   | Código | Ubicación de parada                                    | Conexiones con Metro  |
| --------------------- | ------ | ------------------------------------------------------ | --------------------- |
| García Noblejas       | 244    | Hermanos García Noblejas, 70 con C/ Luis del Campo     | García Noblejas       |
| Simancas              | 4392   | Amposta, 8                                             |                       |
| San Blas              | 2353   | Pobladura del Valle frente a Av. Hellín                |                       |
| Las Musas             | 4420   | María Sevilla Diago, 24                                |                       |
| Estadio Metropolitano | 17388  | Ctra. San Blas a Coslada, frente Estadio Metropolitano | Estadio Metropolitano |

### Sentido García Noblejas
| Estación sustituida   | Código | Ubicación de parada                                | Conexiones con Metro  |
| --------------------- | ------ | -------------------------------------------------- | --------------------- |
| Estadio Metropolitano | 50009  | Av. Arcentales con Estadio Metropolitano           | Estadio Metropolitano |
| Las Musas             | 4419   | María Sevilla Diago frente al Nº16                 |                       |
| San Blas              | 2352   | Pobladura del Valle con Av. Hellín                 |                       |
| Simancas              | 2344   | Amposta, 1                                         |                       |
| García Noblejas       | 244    | Hermanos García Noblejas, 70 con C/ Luis del Campo | García Noblejas       |